# 23.ª Avenida Suroeste
La 23.ª Avenida Suroeste (Vigésima tercera Avenida Suroeste) es una importante arteria vial dividida en varios segmentos dentro del cuadrante suroeste de la ciudad de Managua, Nicaragua. Conecta zonas centrales y residenciales como San Judas, Altagracia y el área del Cementerio Central de Managua.

## Trazado
El primer tramo de la avenida comienza en la 4.ª Calle Suroeste, al sur del Cementerio Central de Managua, avanzando hacia el sur hasta la 9.ª Calle Suroeste.
El segundo segmento reinicia al sur desde la NIC-2 (conocida como Paseo Salvador Allende), cruza la Pista Benjamín Zeledón en el Barrio Altagracia, y continúa atravesando la Pista Juan Pablo II en el sector de El Zumen.
Este tramo toma el nombre de Avenida Roberto Vargas a partir del cruce con la Juan Pablo II y se prolonga hacia el suroeste, cruzando la Pista Suburbana en el barrio San Judas hasta culminar en la intersección con la 65.ª Calle Suroeste y la 21.ª Avenida Suroeste.

## Intersecciones principales
- 4.ª Calle Suroeste – Inicio del primer tramo al sur del Cementerio Central
- 9.ª Calle Suroeste
- NIC-2 – Conexión interdepartamental
- Pista Benjamín Zeledón – Cruce en Altagracia
- Pista Juan Pablo II – Cruce en El Zumen
- Pista Suburbana – Cruce en San Judas
- 65.ª Calle Suroeste y 21.ª Avenida Suroeste – Tramo final

## Barrios que atraviesa
- Barrio Bóer
- Barrio Altagracia
- El Zumen
- San Judas
- Colinas del Memorial

## Coordenadas
12°7′8″N 86°16′8″O / 12.11889, -86.26889